# Valencia (provins)
Valencia (valencianska: València) är en provins i den autonoma regionen Valencia i östra Spanien. Den ligger vid Medelhavet. Provinsen hade 2 463 592 invånare (2016). Provinsens huvudstad är Valencia.
Det är 265 kommuner i provinsen.